# I'm So Paid
Singles de Akon
Right Now (Na Na Na)
(2008) Beautiful
(2009)
Singles par Lil Wayne
Haterz
(2008) All My Life (In the Ghetto)
(2008)
Singles par Young Jeezy
Vacation
(2008) Crazy World
(2008)
I'm So Paid est le deuxième single issu du troisième album d'Akon, Freedom. Le single featuring Lil Wayne sur la version de la radio, qui est une chanson de bonus sur la version d'iTunes de l'album, et Lil Wayne et Young Jeezy sur la version de l'album sorti en CD et la version de la vidéo. Il est sorti en téléchargement le 4 octobre 2008.

## Clip vidéo
Akon a indiqué que le clip serait du genre de James Bond. La vidéo comporte Lil Wayne et Young Jeezy, et a été dirigé par Gil Green. DJ Khaled et T-Pain ont fait aussi leurs apparences dans un cameo. Les artistes du label Konvict Muzik, Kardinal Offishall, Tami Chynn, et le meilleur ami d'Akon, Boo, et l'artiste Lil Chuckee ont aussi fait leur apparition dans le cameo. La vidéo est sortie le 30 octobre 2008. La marque Coogi a garanti le coût de production entier de 1 million de dollars pour la vidéo. 
La vidéo commence avec Akon atterrissant sur un yacht par hélicoptère, puis donnant à la dealer (Tami Chynn) un diamant en échange d'argent. Comme Akon et une autre femme partent, la dealer découvre qu'ils ont volé les bijoux, et elle donne l’ordre à ses assistants de les attraper. Akon et la femme s'échappent avec un bateau et une voiture. Quand Akon a garé la voiture, il a donné l'argent à la fille en échange du diamant. La fille découvre plus tard que l'argent est faux.

## Performance dans les charts
I'm So Paid se positionne à la 40e position dans le Billboard Hot 100 aux États-Unis la semaine du 25 octobre 2008. La chanson reste quelques semaines dans le classement. Elle rentre une seconde fois pour se positionner à la 31e place. Au Canada, elle se positionner à la 41e place dans Canadian Hot 100 la même semaine qu'aux États-Unis. Au Royaume-Uni, elle entre à la 59e position dans le UK Singles Chart pour les téléchargements seuls. Il a été sorti avec la chanson Beautiful. En France, le single se hisse à la 15e position.

## Classement hebdomadaire
| Classement (2008)              | Meilleure position |
| ------------------------------ | ------------------ |
| Canada (Hot 100)               | 41                 |
| Europe (Hot 100)               | 53                 |
| États-Unis (Hot 100)           | 31                 |
| États-Unis (R&B/Hip-Hop Songs) | 47                 |
| France (SNEP)                  | 15                 |
| Royaume-Uni (UK Singles Chart) | 59                 |
| Slovaquie (IFPI Rádio)         | 86                 |
| Suède (Sverigetopplistan)      | 21                 |

## Certifications
| Pays              | Certification | Ventes     |
| ----------------- | ------------- | ---------- |
| États-Unis (RIAA) | Platine       | 1 000 000+ |